# Gaius Sempronius Tuditanus (Konsul 129 v. Chr.)
Gaius Sempronius Tuditanus war ein Politiker und Geschichtsschreiber der Römischen Republik. Er war einer der Konsuln des Jahres 129 v. Chr.

## Leben
Gaius Sempronius Tuditanus entstammte dem Geschlecht der Sempronier. Sein gleichnamiger Vater war Senator und 146 v. Chr. Mitglied der Zehnmännerkommission zur Neuordnung der politischen Verhältnisse in Griechenland. Der römische Redner und Politiker Marcus Tullius Cicero verwechselte mehrmals Gaius Sempronius Tuditanus Senior und Junior und musste sich über seinen Irrtum im Mai 45 v. Chr. von seinem Freund Titus Pomponius Atticus belehren lassen.
Der jüngere Tuditanus ist vermutlich zuerst 146 v. Chr. als Offizier des Lucius Mummius bei dessen Krieg in Griechenland bezeugt. Die erste Station seines Cursus honorum war 145 v. Chr. die Bekleidung der Quästur. Wohl als Parteigänger der Scipionen konnte er problemlos in den gesetzlich erlaubten Fristen die kurulischen Ämter durchlaufen. 132 v. Chr. amtierte er als Prätor.
Den Höhepunkt seiner politischen Laufbahn erreichte Tuditanus 129 v. Chr., als er zusammen mit Manius Aquillius zum Konsulat gelangte. Mit der Provinz Italien betraut, sollte er auf Senatsbeschluss über die Rechtmäßigkeit der Vorwürfe enteigneter römischer Bundesgenossen entscheiden, die sich über die Annexion mancher ihrer Grundstücke durch die gracchische Ackerverteilungskommission beklagt hatten. Doch Tuditanus zog es vor, dieser Aufgabe nicht nachzukommen, indem er wegen eines angeblich drohenden Krieges nach Illyrien zog. Dadurch verhinderte er auch, dass weitere Landzuweisungen erteilt werden konnten.
Der Feldzug gegen den Volksstamm der Japoden in Illyrien verlief für Tuditanus zunächst nicht wunschgemäß. Von seinem in kriegerischen Auseinandersetzungen sehr erfahrenen Militärtribunen Decimus Iunius Brutus Callaicus unterstützt, gelang ihm dann aber doch ein deutlicher Sieg. Daher durfte er einen Triumph über den von ihm geschlagenen Stamm abhalten. Seine über die Japoden und auch die Histrier errungenen Kriegserfolge ließ er durch eine (teilweise vom römischen Autor Plinius wiedergegebenen) Inschrift auf einer Statue festhalten, ebenso durch eine – vielleicht mit der Statue identische –, 1906 in zwei Bruchstücken aufgefundene Weihung an den Flussgott Timavus in Aquileia mit einer in Saturniern verfassten Siegesinschrift. Auf seinen Wunsch würdigte wohl der römische Dichter Hostius seine Taten auch poetisch im Bellum Histricum.
Die weiteren Lebensumstände des Tuditanus sind unbekannt.

## Werk
Tuditanus trat auch als Schriftsteller hervor, doch sind von seinen Werken nur ganz wenige Fragmente erhalten. Cicero hob seinen eleganten Stil hervor. In den innerrömischen Machtkämpfen stand Tuditanus auf Seiten der Optimaten und verfasste zu deren politischer Unterstützung ein entsprechend tendenziöses staatsrechtliches Werk (libri magistratuum) in mindestens 13 Büchern. Auf der Gegenseite stellte Marcus Iunius Congus Gracchanus für die Partei der Gracchen ein gleichartiges, mindestens siebenbändiges Werk De potestatibus zusammen. Diese beiden Schriften waren die frühesten ihrer Art in der römischen Literatur. Die libri magistratuum behandelten die Interkalation, die Einsetzung des Volkstribunats, die Nundinae (Markt- und Festtage des alten römischen Kalenders) usw.
Da einige Zitate ohne Titelangabe (über die Urbevölkerung Latiums, die Aboriginer, über die Entdeckung angeblich vom sagenhaften römischen König Numa Pompilius stammender Bücher u. a.) nicht in ein Werk über Staatsrecht zu passen scheinen, wird Tuditanus von manchen Wissenschaftlern eine weitere Schrift zugeschrieben: Eine Darstellung der römischen Geschichte, die von deren Anfängen bis ins 2. Jahrhundert v. Chr. reichte.
Vermutlich stellte der römische Universalgelehrte Marcus Terentius Varro fest, dass Tuditanus als Quellen für seine Werke die Geschichtsschreiber Marcus Porcius Cato und Lucius Cassius Hemina benutzte, außerdem, dass sich seine Darstellung mit jener seines Zeitgenossen Lucius Calpurnius Piso Frugi deckte, sich dagegen (wegen des oben Gesagten) von jener des Iunius Gracchanus unterschied. Die meisten erhaltenen Tuditanus-Zitate späterer Autoren (Dionysios von Halikarnassos, Plinius, Macrobius Ambrosius Theodosius) wurden diesen wohl indirekt durch Werke des Varro vermittelt, während die beiden Zitate bei Aulus Gellius (7, 4, 1 und 13, 15, 4) auf den Historiker Quintus Aelius Tubero bzw. den Augur Messalla zurückgehen.

## Ausgaben
- Hermann Peter: Historicorum Romanorum Reliquiae. (HRR) 1, S. 143–147.